# یوریی، سایتاما
یوریی، سایتاما (به لاتین: Yorii, Saitama) یک منطقهٔ مسکونی در ژاپن است که در استان سایتاما واقع شده‌است. یوریی ۶۴٫۲۵ کیلومترمربع مساحت و ۳۴٬۰۱۰ نفر جمعیت دارد.